# Tom Hughes

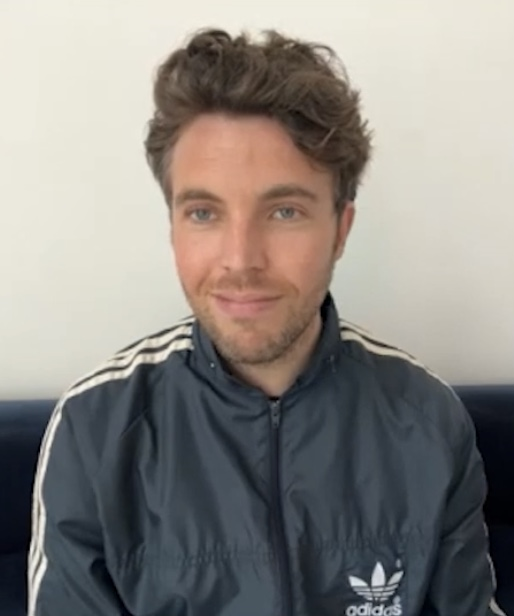
Tom Hughes (2022)

Tom Hughes (* 18. April 1985 in Upton-by-Chester, Cheshire) ist ein britischer Schauspieler.

## Leben und Karriere
Hughes ist in Upton-by-Chester, Cheshire aufgewachsen und hat einen älteren Bruder. Er war Mitglied der Liverpool Everyman Youth Theatre Group und der Cheshire Youth Theatre and the Jigsaw Music Theatre Company. Er studierte Schauspiel an der Royal Academy of Dramatic Art (RADA). Sein Studium schloss er 2008 mit einem Bachelor of Arts ab.
Hughes war früher Gitarrist der Indie-Band Quaintways. Sein Vater Roy ist ebenfalls Musiker.
Hughes begann seine Karriere 2009 als Dr. Harry Ingrams in der BBC Spin-off Serie Casualty 1909 und als Jonty Millingden im ITV Drama Trinity. Seinen ersten Filmauftritt hatte er im folgenden Jahr als Chaz Jankel in der Ian-Dury-Biographie Sex & Drugs & Rock & Roll und als Bruce Pearson im Komedy-Drama Cemetery Junction.
Diese Rolle brachte ihm eine Nominierung als Bester Newcomer bei den British Independent Film Awards ein.
Er spielte außerdem in Sweet Nothings von David Harrower (Produktion: Young Vic, Regie: Luc Bondy).
2011 wurde Hughes von der British Academy of Film and Television Arts erwähnt: Er spielte den Anwaltsschüler Nick Slade im BBC One Justizdrama Silk – Roben aus Seide,
und spielte im BBC Fernsehfilm Die Verschwörung – Verrat auf höchster Ebene neben Ralph Fiennes und Rachel Weisz. Anschließend spielte Hughes in der Folge über Richard II in der Fernsehserie The Hollow Crown den Aumerle.
2013 spielte er in dem BFI/BBC-Film, der auf dem preisgekrönten Roman 8 Minutes Idle basiert, die Hauptrolle des Dan Thomas. Er hatte einen Gastauftritt als Michael Rogers in einer Folge von Agatha Christie’s Marple.
Von 2016 bis 2019 spielte Hughes die Rolle des Prinz Albert an der Seite von Jenna Coleman in der Titelrolle des ITV-Dramas Victoria.
2019 spielte er im Film Geheimnis eines Lebens an der Seite von Judi Dench.
2019 wurde bekannt gegeben, dass Hughes die wiederkehrende Rolle des Christopher Marlowe in der zweiten Staffel von A Discovery of Witches spielen würde.

## Filmografie
- 2009: Tortoise
- 2009: Storage (Kurzfilm)
- 2009: Casualty 1909 (Fernsehserie, 6 Folgen)
- 2009: Trinity (Fernsehserie, 8 Folgen)
- 2010: Sex & Drugs & Rock & Roll
- 2010: Cemetery Junction
- 2011: Die Verschwörung – Verrat auf höchster Ebene (Page Eight, Fernsehfilm)
- 2011: Silk – Roben aus Seide (Silk, Fernsehserie, 6 Folgen)
- 2012: Richard II (Fernsehfilm)
- 2013: Alles eine Frage der Zeit (About Time)
- 2013: 8 Minutes Idle
- 2013: Columbite Tantalite
- 2013: The Lady Vanishes (Fernsehfilm)
- 2013: Dancing on the Edge (Miniserie, 5 Folgen)
- 2013: Agatha Christie’s Marple – Mord nach Maß (Endless Night, Fernsehfilm)
- 2014: I Am Soldier
- 2014: Derek (Fernsehserie, Folge 2x04)
- 2014: The Game (Miniserie)
- 2015: Dare to be Wild
- 2015: The Incident
- 2016: London Town
- 2016: Realive
- 2016: Neil Gaiman’s Likely Stories (Fernsehserie, Folge 1x02)
- 2016–2019: Victoria (Fernsehserie, 23 Folgen)
- 2017: Madame
- 2017: Paula (Fernsehfilm)
- 2018: Geheimnis eines Lebens (Red Joan)
- 2021: A Discovery of Witches (Fernsehserie, 5 Folgen)
- 2021: The Laureate
- 2021: Infinite – Lebe unendlich (Infinite)
- 2021: Shepherd
- 2022: The English (Miniserie, 5 Folgen)
- 2024: Those About to Die (Fernsehserie)

## Auszeichnungen und Nominierungen
| Jahr | Auszeichnung                       | Kategorie           | Film              | Ergebnis  | Referenz |
| ---- | ---------------------------------- | ------------------- | ----------------- | --------- | -------- |
| 2010 | British Independent Film Award     | Bester Newcomer     | Cemetery Junction | Nominiert |          |
| 2021 | Oxford International Film Festival | Bester Schauspieler | The Laureate      | Gewonnen  |          |